# مسجد مردین‌لی
مسجد مردین‌لی (ترکی آذربایجانی: Mərdinli məscidi) یک مسجد واقع در شهر شوشی بود. این مسجد در تقاطع خیابان صدیق‌جان و قره‌شرف محله مردین‌لی شوشی قرار داشت. محله مردین‌لی یکی از ۸ محله بالادست و پیشین شوشی است. در این شهر در مجموع ۱۷ محله وجود داشت. مسجد ماردینلی یکی از هفده مسجدی بود که در اواخر سده نوزدهم میلادی در شوشی فعالیت می‌کرد. نام مسجد ماردینلی در فهرست میراث جهانی تاریخی و معماری شوشی قرار داشت.